# Río de las Truchas
El río de las Truchas es un curso natural de agua que nace al borde occidental de la frontera internacional de la Región de Ñuble y fluye con dirección general sur hasta desembocar en el río Chureo.: 905 

## Trayecto
El río de las Truchas es el principal afluente del río Chureo. Nace en la laguna homónima y su caudal aumenta con la entrada de varios otros esteros que drenan las laderas occidentales del cordón limítrofe.: 415 

## Historia
Francisco Solano Asta-Buruaga y Cienfuegos escribió en 1899 en su obra póstuma Diccionario Geográfico de la República de Chile sobre el río en que desemboca:
Choreo.-—Riachuelo corto del centro de los Andes en el departamento de San Carlos. Procede de la sierra por donde se halla al través de esa cordillera el boquete de Alico y corre hacia el O., unido con otra corriente de agua, Llamada de las Truchas, á vaciar en la derecha de la parte superior del río Ñuble.